# Займёмся любовью (фильм, 1960)
«Займёмся любовью» (англ. Let’s Make Love) — американский фильм 1960 года в жанре музыкальной комедии режиссёра Джорджа Кьюкора. Главные роли исполнили Мэрилин Монро, Ив Монтан, Тони Рэндалл и Фрэнки Воган.

## Сюжет
Жан-Марк Клеман, француз, живущий в Нью-Йорке — крупнейший предприниматель, достойный представитель двухвековой династии «оружейных баронов», миллиардер в пятом поколении. Умный, великолепно образованный и воспитанный, говорящий на пяти языках, он прекрасно отдаёт себе отчёт в том, что почти все окружающие не видят в нём человека — только его миллионы.
Однажды Клеману докладывают, что его образ — в странной компании с Марией Каллас, Ваном Клиберном, Элвисом Пресли — будет использован и беспардонно высмеян в новом ревю одного из независимых театров Нью-Йорка. Понятие «эффект Стрейзанд» ещё не придумано, но сотрудник отдела связей с общественностью Александр Коффман, который, собственно, и обнаружил в одном из специализированных еженедельников анонс готовящегося спектакля, вполне профессионально объясняет боссу, что попытка помешать постановке только привлечёт к ней и к самому Клеману дополнительное и крайне нежелательное внимание.
Инкогнито посетив театр, Клеман наблюдает, как певица Аманда Делл репетирует песню Коула Портера «My Heart Belongs to Daddy». Случайно режиссёр-постановщик принимает его за актёра, претендующего на роль миллиардера, и решает, что новичок-француз, назвавшийся Александром Дюма и действительно «очень похожий на Жан-Марка Клемана», идеально для неё подходит. Клеман, очарованный Амандой, принимает предложение, получив шанс оказаться рядом с поразившей его женщиной.
На репетициях Клеман ревнует Аманду к актёру Тони Дэнтону — со стороны кажется, что Тони и Аманда очень близки, хотя на самом деле они просто хорошие старые друзья и певица старается помочь ему получить работу и закрепиться в шоу.
Жан-Марк всеми силами пытается произвести впечатление на девушку. Он с удовольствием репетирует совместные сцены, внимательно слушает её актёрские советы, начинает — естественно, совершенно не считаясь с расходами — брать уроки у легендарных мастеров сцены: стендапа у Милтона Берла, танца у Джина Келли, актёрского вокала у Бинга Кросби. В конце концов он даже покупает контрольный пакет акций труппы и начинает финансировать постановку, после того как Джордж Уэлч, его старый друг и ближайший помощник, попытался закрыть ревю, купив здание и потребовав у театра оплату аренды авансом за целый год.
Постепенно Клеман и Аманда влюбляются друг в друга, дело доходит до предложения руки и сердца. Клеман решается признаться Аманде, кто он есть на самом деле, но лишь сильно пугает её. Аманда опасается, что Алекс Дюма просто перетрудился, слишком глубоко погрузившись в сценический образ, и советует ему обратиться к психотерапевту. В конце концов Клеман обманом заманивает Аманду и продюсера ревю в свой роскошный офис, где убедительно демонстрирует, что говорил чистую правду. Сначала девушка возмущается обманом, но вскоре прощает его, и влюблённые мирятся в его персональном лифте.

## В ролях
- Мэрилин Монро — Аманда Делл
- Ив Монтан — Жан-Марк Клеман
- Тони Рэндалл — Александр Коффман
- Фрэнки Воган[англ.] — Тони Дэнтон
- Дэвид Бёрнс[англ.] — Оливер Бёртон
- Вилфрид Хайд-Уайт[англ.] — Джордж Уэлч
- Джин Келли — камео
- Бинг Кросби — камео
- Милтон Берл — камео
- Джо Бессер — Чарли Ламонт
- Мадж Кеннеди — мисс Мэннерс (в титрах не указана)
- Ричард Хэйдн — рассказчик (в титрах не указан)

## Производство
Проблемы с производством фильма начались с самого начала. Монро не хотела сниматься в фильме, и у сценариста картины были сомнения по поводу актёрского состава. На этом этапе своей карьеры Монро приобрела плохую репутацию за то, что часто опаздывала на съёмочную площадку, забывала свой текст и перечила режиссёрам. Ни одному из актёров не понравился сценарий и производство картины было остановлено более чем на месяц.

## Восприятие

### Отзывы критиков
Кинокартина получила смешанные отзывы от критиков.
На сайте-агрегаторе Rotten Tomatoes фильм имеет рейтинг 69 %, на основании 16 рецензий критиков, со средним баллом 5.7 из 10.
В газете The New York Times писали, что сюжет фильма продвигается медленно, что Мэрилин Монро выглядела «неопрятно», а акцент Ива Монтана был настолько сложен для восприятия, что не был очарователен. Режиссура и сценарий подверглись жёсткой критике за то, что они не позволили Монтану раскрыть его актёрский потенциал. Издание также заявило, что «изюминкой картины стал Милтон Берл, который крадёт всё шоу».
В Variety писали, что фильм «взял что-то не слишком оригинальное, тему „Золушки“, и преподнесли её, как новшество. Монро восхищает».

### Кассовые сборы
В первые выходные картина заработала всего 6 540 000 долларов.
Это был первый фильм с участием Монро, который получил такую маленькую кассу в первый уик-энд, хотя это был самый кассовый мюзикл года и один из двух самых популярных мюзиклов в 1960 году.

### Награды и номинации
«Займёмся любовью» получил номинацию на премию Оскар за лучшую оригинальную партитуру и две номинации на премию BAFTA, за лучший фильм и за лучшую работу зарубежного актёра (Ива Монтана). Фильм также был номинирован на премию «Золотой глобус», в категории «Лучший фильм — комедия или мюзикл».

## Саундтрек
- «Let’s Make Love» (Сэмми Кан и Джимми Ван Хьюзен) — в исполнении Мэрилин Монро, Фрэнки Вогана, Ива Монтана и хора
- «My Heart Belongs to Daddy» (Коул Портер) — в исполнении Мэрилин Монро
- «Give Me the Simple Life» (Руб Блум и Гарри Руби) — (пародия) в исполнении Фрэнки Вогана
- «Crazy Eyes» (Сэмми Кан и Джимми Ван Хьюзен) — в исполнении Фрэнки Вогана
- «Specialization» (Сэмми Кан и Джимми Ван Хьюзен) — в исполнении Мэрилин Монро и Фрэнки Вогана
- «Incurably Romantic» (Сэмми Кан и Джимми Ван Хьюзен) — в исполнении Бинга Кросби, Ива Монтана, Мэрилин Монро и Фрэнки Вогана